# Apache (subkultur)

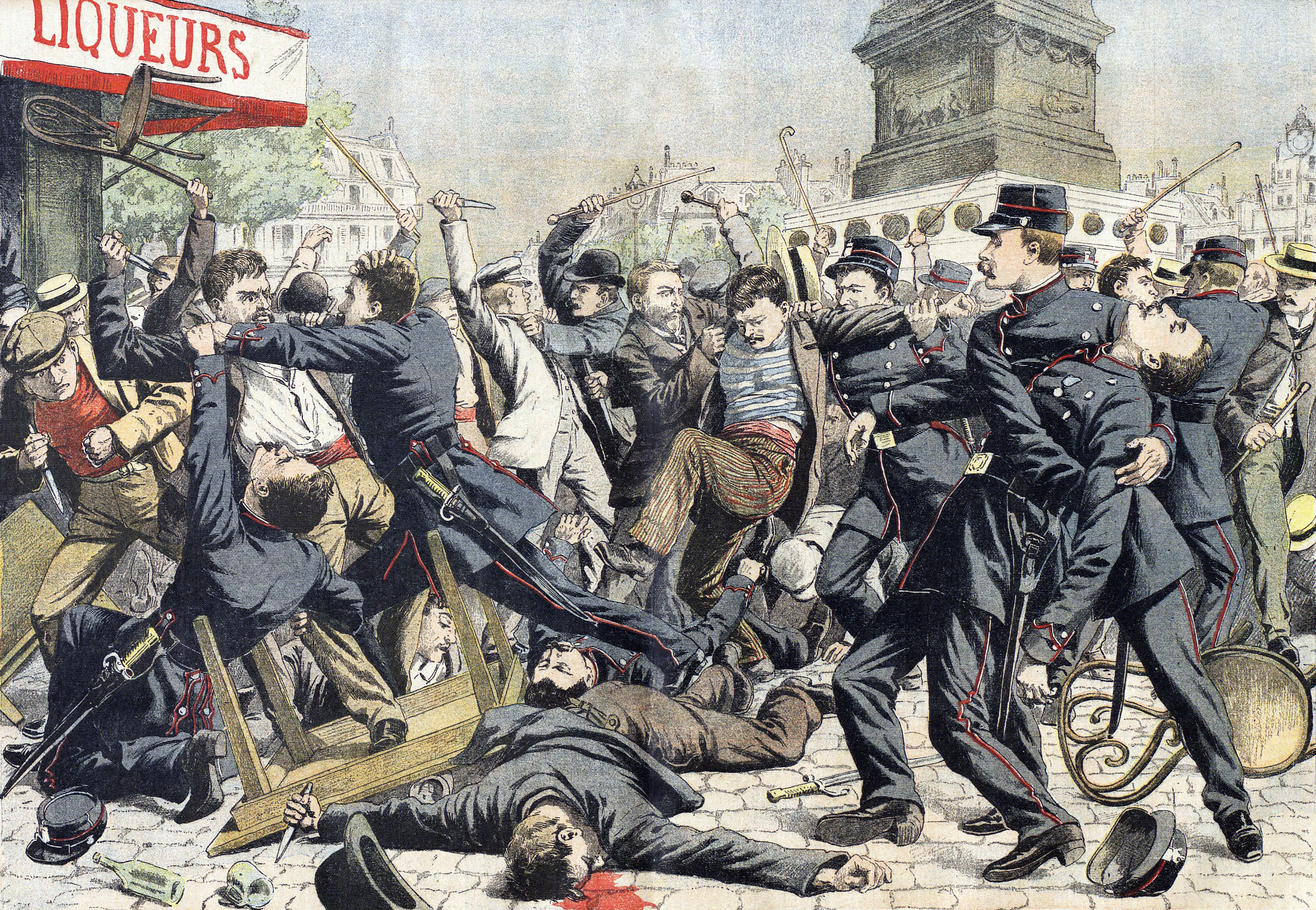
Illustration från Le Petit Journal av när apacher slåss mot fransk polis den 14 augusti 1904.

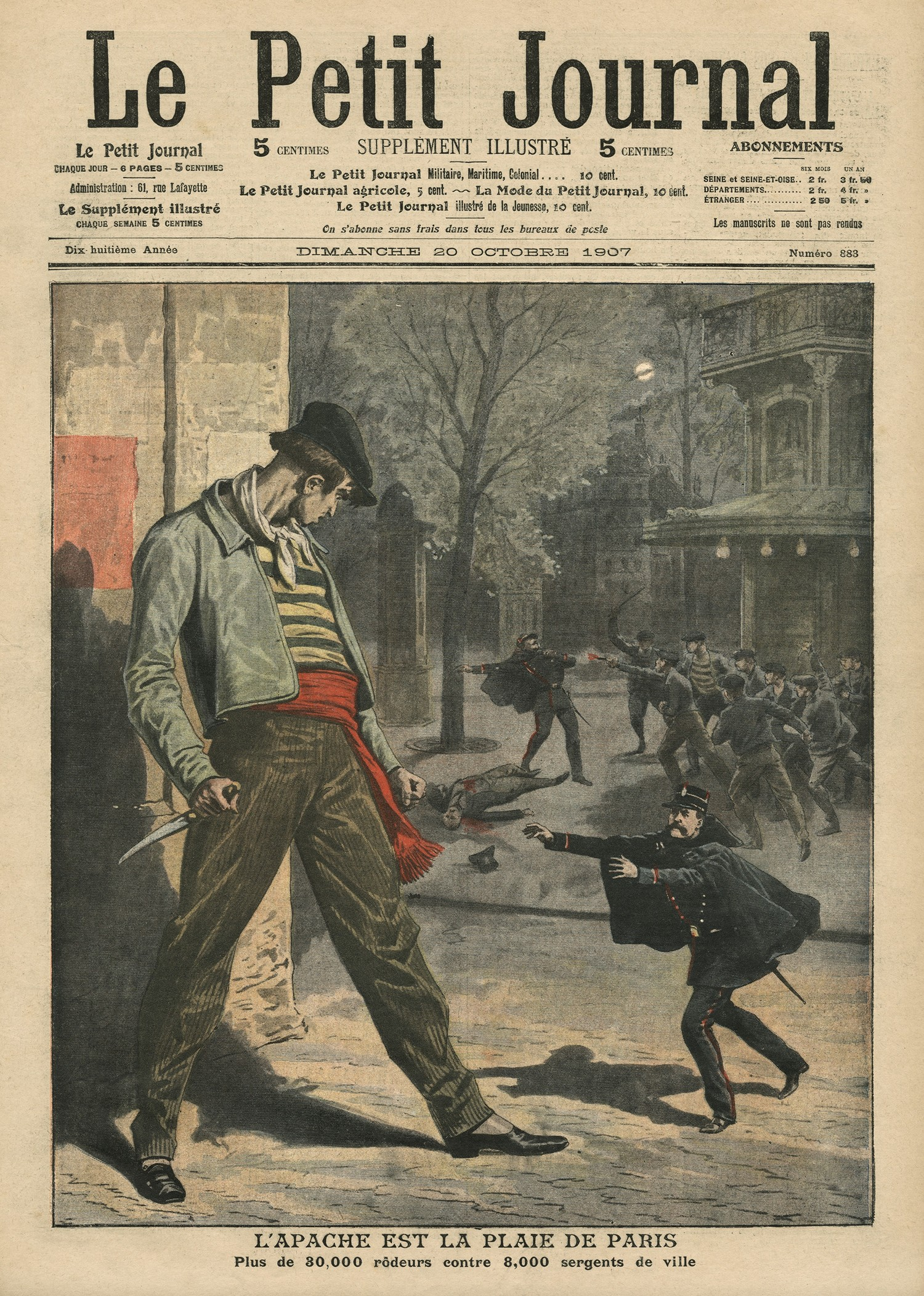
Förstarsidan av Le Petit Journal den 20 oktober 1907: "Apacherna är Paris sår. Mer än 30 000 våldsverkare mot 8 000 polismän."

Les Apaches (franska: [a.paʃ]) var en våldsam kriminell subkultur i Paris i början av 1900-talet som omfattade huliganer, rånare, gatugäng, organiserad brottslighet och andra kriminella. Namnet, som initialt främst användes i den franska pressen om gatugäng, refererar till en fördomsfull uppfattning om de Nordamerikanska urinvånarna apacherna som extra vilda och grymma. Efter att ryktet om de parisiska gängens våldsamhet spridit sig över Europa användes begreppet även om gäng i andra länder, som de "ryska apacherna".

## Som kulturell influens
Vissa delar av den stil som associerades med apacher influerade fransk och internationell populärkultur, som dansen apache och modet med den stora grova skjortan, stor keps och scarf runt halsen. Det erbjöds undervisning i den speciella Parisslang, så kallad argot, som talades av apacher. 

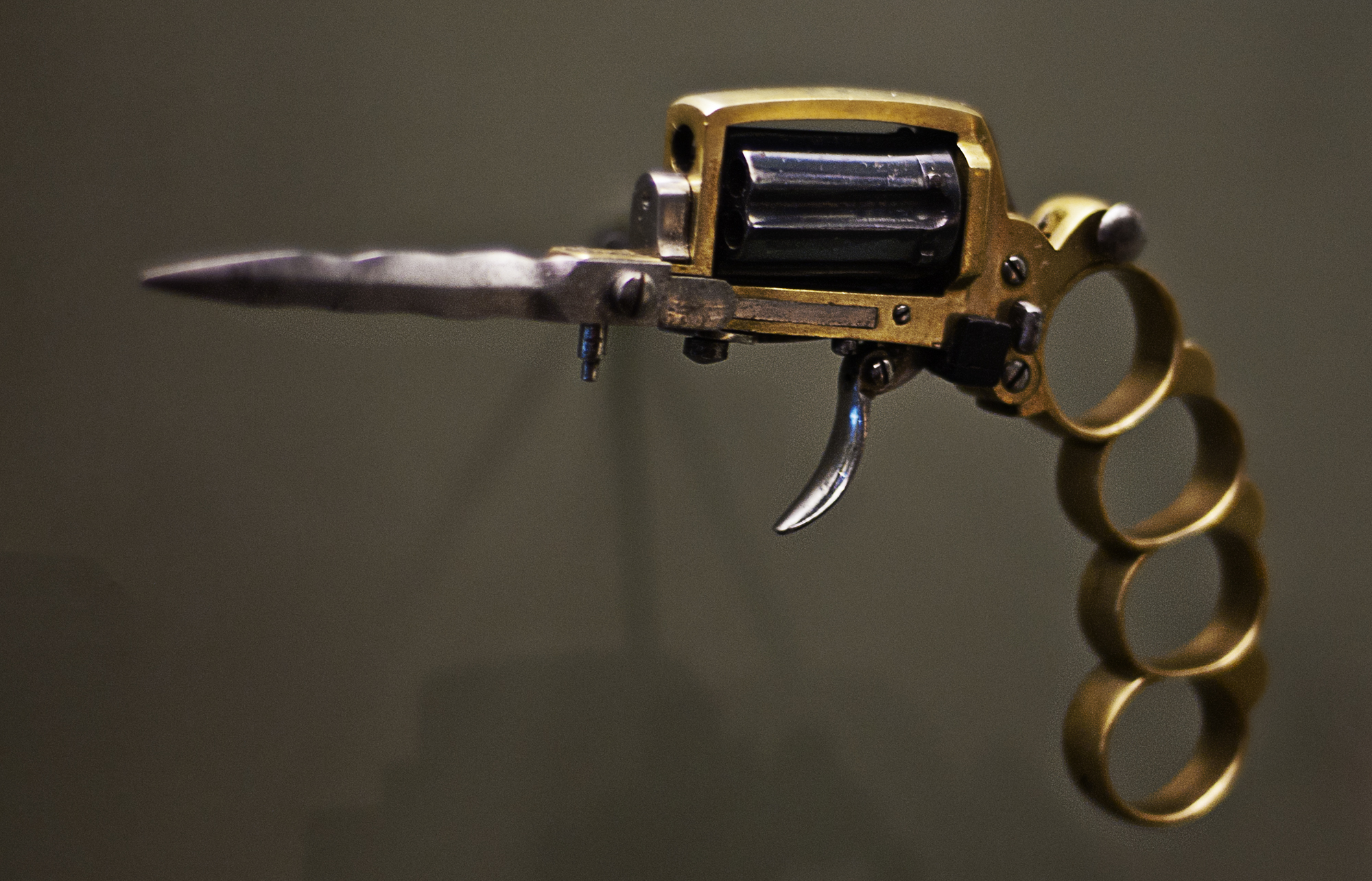
En så kallad apacherevolver med kniv, knogjärn och utan pipa, på Curtius Museum i Liège.

Den franska 10-delade, och tillsammans sju timmar långa stumfilmen Les Vampires från 1915 handlar om ett apachegäng som kallas "Les Vampires" (Vampyrerna). Emilio Ghione La Mort gjorde en serie filmer där bara I topi grigi (1918), Anime buie (1916) och delar av Dollari e fracks (1919) finns kvar; de handlar om de "nobla" apachegängen i Paris' undre värld.
Den franska konst- och musikergrupperingen Les Apaches som bildades ungefär år 1900, och vars främsta medlem var tonsättaren Maurice Ravel, tog sitt namn för att referera till de kriminella gängen.